# 加徴米
加徴米（かちょうまい）とは、公領・荘園において、正規の租税である正税官物や年貢のほかに徴収された付加米。
平安時代後期にも存在を確認することができ、例えば988年（永延2年）「尾張国郡司百姓等解文 」にも加徴米に関する訴えが含まれている。その内容は多様で一律に論じることは出来ないが、平安時代末期には下司などの荘官得分として反別3升もしくは5升の徴収が認められ、鎌倉時代の地頭得分に継承された。1反は概ね米1石の収穫が上げられる田の面積とされていたので、想定される収穫の約3〜5％に相当する。
鎌倉幕府は地頭設置時に反別5升の兵粮米徴収を別途認めたが、加徴米の存在が地頭と荘園領主の争いとなるのを避けるために1186年（文治2年）に従来の「加徴加役」を禁じた。だが、実際にはこうしたトラブルは続くことになり、承久の乱後に設置された新補地頭における新補率法導入時に地頭に保証された11町あたり1町の地頭給田を除いた耕地から一律反別5升の徴収が認められる事になった（鎌倉幕府追加法23条）。ただし、従来の加徴課役禁止の観点から1231年（寛喜3年）の追加法において、加徴米は正税官物として徴収された分から抽出されることが定められ、また、これに乗じて本補地頭でも加徴米を徴収する両様兼帯などの例もみられ、幕府は本補地頭に対する加徴米を禁じる命令をたびたび出した。
室町時代に入ると、年貢米などの輸送中に予想される損失に対して予め余分に徴収することで損失を農民側に転嫁するための増徴分も加徴米と呼んだ。更に江戸時代には小作料を加徴米とよぶ地域があった。